# Luciano G. Egido
Luciano González Egido (Salamanca, 1928) es un ensayista, poeta y narrador español. Su labor como novelista ha sido reconocida con el Premio de la Crítica (1995, por su novela El corazón inmóvil), el Premio de la Crítica de Castilla y León (2003, por su novela La piel del tiempo) y el Premio Castilla y León de las Letras (2004, al conjunto de su carrera literaria y ensayística).

## Biografía
Se doctoró en Filosofía y Letras por la Universidad de Salamanca con una tesis sobre El Criticón de Baltasar Gracián. Profesor en esta universidad hasta que tuvo que abandonarla por motivos políticos, publicó varios trabajos sobre la figura y la obra de Miguel de Unamuno. Se trasladó a Madrid donde trabajó en las empresas de Nicolás Urgoiti, fundador de El Sol y la editorial Espasa - Calpe. En Salamanca dirigió la revista cinematográfica Cinema Universitario entre 1955 y 1963. También colaboró con el pseudónimo de Copérnico con el diario Pueblo. Inició su carrera como narrador literario a una edad tardía, ya que no publicó su primera novela El cuarzo rojo de Salamanca hasta los sesenta y cinco años de edad, en 1993. Con ella inició una prestigiosa carrera como novelista y cuentista, alabada por críticos como Ricardo Senabre, quien ha escrito que las obras de Egido son:

Una de las cimas de la novela española de estos últimos años. [...] En Egido, la prosa y el relato se hallan equilibrados: es un excelente escritor, de precisa y variada riqueza idiomática, y cuenta las historias con un ritmo y una dosificación de los elementos esenciales que excluyen cualquier desfallecimiento.
Ricardo Senabre

Desde 1997 vive en Madrid, en la llamada Casa de las Flores, un edificio construido en 1931 por Secundino Zuazo donde también habitó Pablo Neruda. Esta casa está descrita detalladamente por Egido en uno de sus relatos, «El fin del mundo no ha empezado todavía».

## Luciano G. Egido y el cine
Su relación con el cine se inició en Salamanca, al ser uno de los participantes de las Primeras Conversaciones sobre Cine Español, organizadas por el director de cine Basilio Martín Patino desde el 14 al 19 de mayo de 1955. Estas se convirtieron en una protesta contra el cine franquista. En esos años Luciano González Egido ya dirigía la revista Cinema Universitario, hasta que fue prohibida por la censura en 1963. En la década de los sesenta y setenta fue crítico de cine en las revista Pueblo, Informaciones, El Independiente y la revista liberal Ínsula. También participó en dos películas de Juan Antonio Bardem como ayudante de dirección: Los segadores (1957) y Nunca pasa nada (1963). Entre 1962 y 1976 escribió y dirigió más de 20 documentales industriales para Radio Televisión Española. También escribió los artículos españoles, portugueses e iberoamericanos de la Encyclopédie du Cinéma (1967) de la editorial parasina Bordás.

## Obra

### Novela
- El cuarzo rojo de Salamanca (Barcelona: Tusquets, 1993). Premio Miguel Delibes 1993.
- El corazón inmóvil (Barcelona: Tusquets, 1995). Premio Nacional de la Crítica 1995.
- La fatiga del sol (Barcelona: Tusquets, 1996)
- El amor, la inocencia y otros excesos (Barcelona: Tusquets, 1999)
- La piel del tiempo (Barcelona: Tusquets, 2002). I Premio de la Crítica de Castilla y León 2003.
- Cuentos del lejano oeste (Barcelona: Tusquets, 2003)
- Veinticinco historias de amor y algunas más (Madrid: El taller del libro, 2004)
- Mentir como querer: memorias de un sesentón (in)controlado (Málaga: Diputación Provincial de Málaga, 2005)
- Los túneles del paraíso (Barcelona: Tusquets, 2009)
- Tierra violenta (Barcelona, Tusquets, 2014)

### Ensayo
- Bardem (Madrid, Visor, 1958)
- J. A. Bardem (Huelva, Festival de Cine Iberoamericano, 1983)
- Salamanca, la gran metáfora de Unamuno (Salamanca: Universidad de Salamanca, 1983)
- Agonizar en Salamanca: Unamuno (julio - diciembre 1936) (Madrid: Alianza, 1986)
- El estudiante de Salamanca: estudio histórico, literario y psicoanalítico (Salamanca, Librería Cervantes, 1986)
- La cueva de Salamanca (Salamanca: Ayuntamiento de Salamanca, 1994)
- Miguel de Unamuno (Valladolid: Junta de Castilla y León, 1997)
- Un escritor plural: antología (1963: 2003) (Burgos: Fundación Instituto Castellano Leonés de la Lengua, 2004)
- Las raíces del árbol: pequeña enciclopedia personal de Salamanca (Salamanca, Amarú, 2010)
- Las ramas del árbol: Salamanca (Salamanca, Edifsa, 2013)
- La sinrazón de la razón. Una lectura del Quijote (Visor, 2016)

## Premios
| Predecesor: No hay | Premio de la Crítica de Castilla y León 2003 | Sucesor: Antonio Gamoneda |